# Beta Hydrae

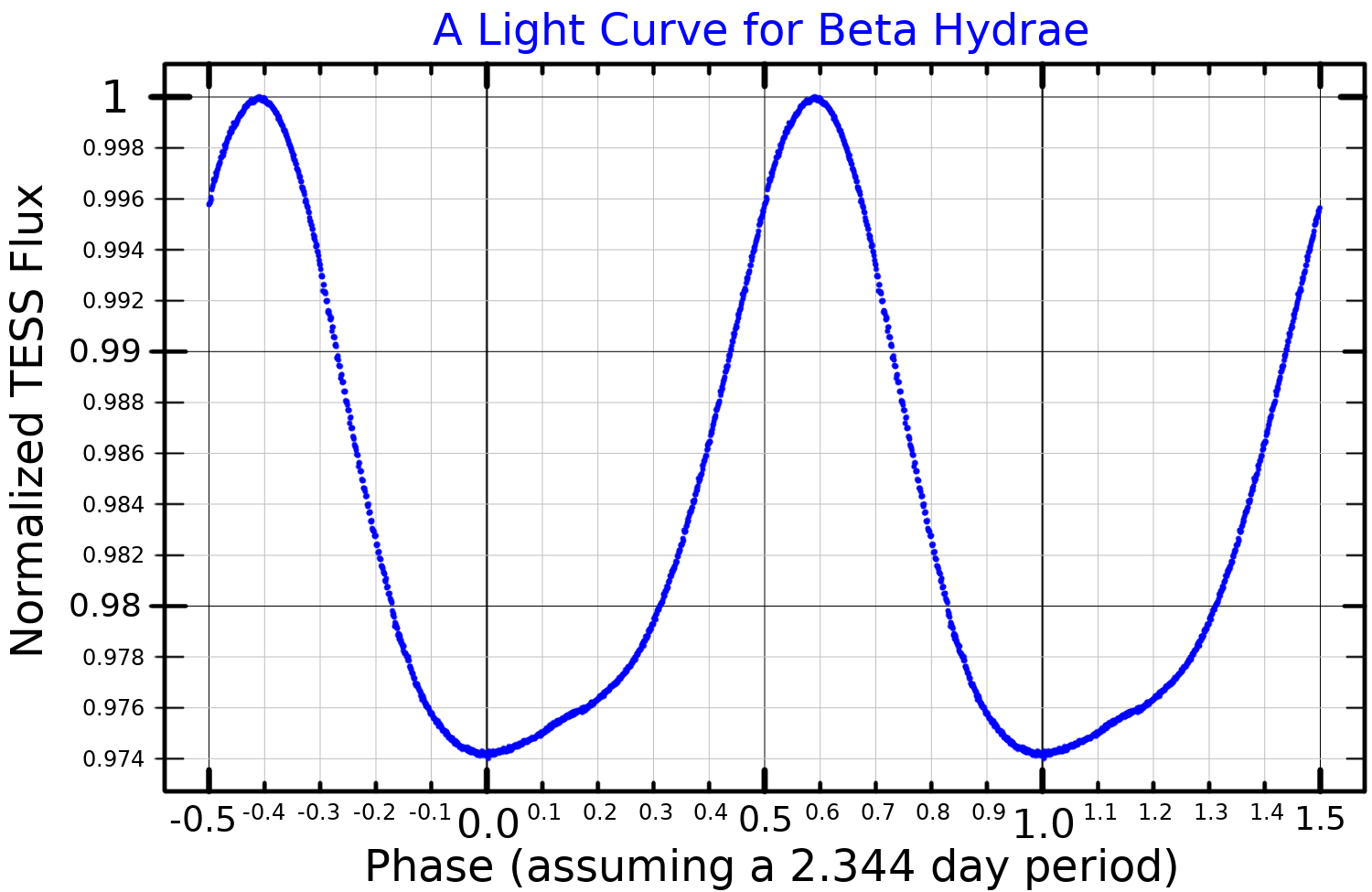
Gráfico con la curva de luz para Beta Hydrae, trazada a partir de datos del satélite TESS

Beta Hydrae (β Hya / HD 103192 / HR 4552) es una estrella de magnitud aparente +4,29 en la constelación de Hidra.
Junto a ξ Hydrae, en China era conocida como Tsing Kew, ‘la colina verde’.
Se encuentra a 365 años luz de distancia del sistema solar.
Beta Hydrae es una estrella binaria cuyas componentes están separadas 1,7 segundos de arco. Beta Hydrae A, clasificada como una gigante de tipo espectral B9IIIsp, tiene una temperatura efectiva de 11 100 K. 210 veces más luminosa que el Sol, su radio es 4 veces mayor que el radio solar. Es una estrella peculiar de tipo Bp que exhibe manchas con altas concentraciones de silicio, cromo y estroncio. Esto la convierte en una estrella ligeramente variable —del tipo Alfa2 Canum Venaticorum— con un período equivalente a su periodo de rotación de 2,357 días. Con una masa de 3,3 masas solares, su edad se estima en 200 millones de años.
La componente secundaria del sistema, Beta Hydrae B, tiene magnitud 5,47. La mitad de luminosa que su compañera, probablemente es una estrella de la secuencia principal más caliente que Beta Hydrae A. La órbita del sistema no está determinada, pero su separación visual conduce a una distancia real entre las dos estrellas de al menos 190 UA, con un período orbital de más de 1000 años.